# Skoky do vody na mistrovství světa v plaveckých sportech 2005
Závody v skocích do vody na mistrovství světa v plaveckých sportech za rok 2005 proběhly v Montréalu, Kanada ve dnech 17. až 24. července 2005.

## Česká stopa
Na tomto mistrovství světa Česko nemělo ve skocích do vody zastoupení.

## Výsledky

### Individuální disciplíny
| Muži              | Zlato                    | Zlato  | Stříbro                   | Stříbro | Bronz                  | Bronz  |
| ----------------- | ------------------------ | ------ | ------------------------- | ------- | ---------------------- | ------ |
| Skoky z 1 m prkna | Alexandre Despatie (CAN) | 489,69 | Sü Siang (CHN)            | 445,68  | Wang Feng (CHN)        | 445,56 |
| Skoky z 3 m prkna | Alexandre Despatie (CAN) | 813,60 | Troy Dumais (USA)         | 752,76  | Che Čchung (CHN)       | 730,77 |
| Skoky z 10 m věže | Chu Ťia (CHN)            | 698,01 | José Antonio Guerra (CUB) | 691,14  | Gleb Galperin (RUS)    | 656,19 |
| Ženy              | Zlato                    | Zlato  | Stříbro                   | Stříbro | Bronz                  | Bronz  |
| Skoky z 1 m prkna | Blythe Hartleyová (CAN)  | 325,65 | Wu Min-sia (CHN)          | 299,70  | Heike Fischerová (GER) | 299,46 |
| Skoky z 3 m prkna | Kuo Ťing-ťing (CHN)      | 645,54 | Wu Min-sia (CHN)          | 619,05  | Tania Cagnottová (ITA) | 591,27 |
| Skoky z 10 m věže | Laura Wilkinsonová (USA) | 564,87 | Loudy Tourkyová (AUS)     | 551,25  | Ťia Tchung (CHN)       | 550,98 |

### Týmové disciplíny
| Muži                                     | Zlato                                          | Zlato  | Stříbro                                                 | Stříbro | Bronz                                                    | Bronz  |
| ---------------------------------------- | ---------------------------------------------- | ------ | ------------------------------------------------------- | ------- | -------------------------------------------------------- | ------ |
| Synchronizované skoky dvojic z 3 m prkna | Čína (CHN) (Wang Feng, Che Čchung)             | 384,42 | Německo (GER) (Tobias Schellenberg, Andreas Wels)       | 364,59  | USA (USA) (Justin Dumais, Troy Dumais)                   | 360,27 |
| Synchronizované skoky dvojic z 10 m věže | Rusko (RUS) (Dmitrij Dobroskok, Gleb Galperin) | 392,88 | Čína (CHN) (Jang Ťing-chuej, Chu Ťia)                   | 374,79  | Spojené království (GBR) (Peter Waterfield, Leon Taylor) | 367,95 |
| Ženy                                     | Zlato                                          | Zlato  | Stříbro                                                 | Stříbro | Bronz                                                    | Bronz  |
| Synchronizované skoky dvojic z 3 m prkna | Čína (CHN) (Li Tching, Kuo Ťing-ťing)          | 349,80 | Německo (GER) (Ditte Kotzianová, Conny Schmalfußová)    | 319,05  | Ukrajina (UKR) (Olena Fedorovová, Christina Iščenková)   | 308,82 |
| Synchronizované skoky dvojic z 10 m věže | Čína (CHN) (Ťia Tchung, Jüan Pchej-lin)        | 351,60 | Austrálie (AUS) (Loudy Tourkyová, Chantelle Newberyová) | 334,89  | Kanada (CAN) (Roseline Filionová, Meaghan Benfeitová)    | 328,80 |

## Medailová bilance
Ve skocích do vody se rozdělily celkem 10 sad medailí.
| Pořadí | Stát                     |       | Muži    | Muži  | Muži  |         | Ženy  | Ženy  | Ženy    |       | Muži + Ženy | Muži + Ženy | Muži + Ženy | Celkem |
| Pořadí | Stát                     | Zlato | Stříbro | Bronz | Zlato | Stříbro | Bronz | Zlato | Stříbro | Bronz |             |             |             | Celkem |
| ------ | ------------------------ | ----- | ------- | ----- | ----- | ------- | ----- | ----- | ------- | ----- | ----------- | ----------- | ----------- | ------ |
| 1.     | Čína (CHN)               |       | 2       | 2     | 2     |         | 3     | 2     | 1       |       | 5           | 4           | 3           | 12     |
| 2.     | Kanada (CAN)             |       | 2       | 0     | 0     |         | 1     | 0     | 1       |       | 3           | 0           | 1           | 4      |
| 3.     | USA (USA)                |       | 0       | 1     | 1     |         | 1     | 0     | 0       |       | 1           | 1           | 1           | 3      |
| 4.     | Rusko (RUS)              |       | 1       | 0     | 1     |         | 0     | 0     | 0       |       | 1           | 0           | 1           | 2      |
| 5.     | Německo (GER)            |       | 0       | 1     | 0     |         | 0     | 1     | 1       |       | 0           | 2           | 1           | 3      |
| 6.     | Austrálie (AUS)          |       | 0       | 0     | 0     |         | 0     | 2     | 0       |       | 0           | 2           | 0           | 2      |
| 7.     | Kuba (CUB)               |       | 0       | 1     | 0     |         | 0     | 0     | 0       |       | 0           | 1           | 0           | 1      |
| 8.     | Spojené království (GBR) |       | 0       | 0     | 1     |         | 0     | 0     | 0       |       | 0           | 0           | 1           | 1      |
| 8.     | Itálie (ITA)             |       | 0       | 0     | 0     |         | 0     | 0     | 1       |       | 0           | 0           | 1           | 1      |
| 8.     | Ukrajina (UKR)           |       | 0       | 0     | 0     |         | 0     | 0     | 1       |       | 0           | 0           | 1           | 1      |
| Celkem | Celkem                   |       | 5       | 5     | 5     |         | 5     | 5     | 5       |       | 10          | 10          | 10          | 30     |